# Kevin Ruiz
Kevin Emanuel Ruiz García (ur. 18 maja 1995 w Patulul) – gwatemalski piłkarz występujący na pozycji środkowego obrońcy lub środkowego pomocnika, reprezentant Gwatemali, od 2022 roku zawodnik Xelajú MC.